# Tessera (Insel)
Tessera oder Tessèra ist eine kleine Insel in der Lagune von Venedig, die nördlich von Murano liegt. Die Insel hat eine Fläche von 6.296 m² und liegt am Tessera-Kanal. 

## Geschichte
Die Insel Tessera, früher Batteria Tessera genannt, gehörte, wie viele der venezianischen Inseln zum Verteidigungssystem der Republik Venedig. Zu diesem System gehörten acht aufeinander bezogene Inselfestungen, namentlich Fisolo, Campana, Ex Poveglia und Trezze im Süden der Lagune, in der Mitte und im Norden Campalto, Tessera, Carbonera und Buel del Lovo. 1796 standen bis auf Trezze alle Festungen, allerdings noch überwiegend in Holz aufgeführt. 
Im Zusammenhang mit der Repubblica di San Marco in der sich Venedig gegen die österreichische Herrschaft kurzzeitig unabhängig machte, wurden die Fortifikationen verstärkt. 1866 wurde die Insel italienisch. Später entstand eine Radiostation des Militärs. 
In der 2. Hälfte des 20. Jahrhunderts wurde die Insel Privatbesitz und es entstanden Wohnhäuser.
Im Jahr 2000 wurden auf Tessera Fragmente eines Steinmeteoriten vom Typ H4 gefunden. Die zehn Stücke hatten ein Gesamtgewicht von 51,3 Gramm.